# Danlí
Danlí (del matagalpa, significa «Montaña de Agua») es una ciudad y municipio del departamento de El Paraíso, Honduras, además de ser la ciudad más grande e importante del dicho departamento. Actualmente es el cuarto municipio con más población en Honduras.
Es considerada la ciudad de "las colinas y de la cultura".

## Toponimia
Existen diversos significados de la palabra Danlí son las siguientes:
- En la lengua matagalpa, Danlí significa "Montaña de Agua", ya que "Dan" significa montaña y "Li" significa agua, haciendo referencia a la Piedra Apagüiz, donde abastece del vital líquido a diversas comunidades de la región.

- Se deriva una mezcla entre el Náhuatl y la lengua Matagalpa, Danlí significa "agua de arena", ya que "Xalli" significa arena y "Li" significa agua.

- En la lengua lenca, Danlí significa “agua que fluye por arena”, haciendo referencia a los sistemas fluviales del municipio.

## Límites
| Orientación | Límite                              |
| ----------- | ----------------------------------- |
| Norte       | Municipio de Juticalpa, Olancho     |
| Norte       | Municipio de Patuca, Olancho        |
| Sur         | Municipio de El Paraíso, El Paraíso |
| Sur         | República de Nicaragua              |
| Este        | Municipio de Trojes, El Paraíso     |
| Este        | República de Nicaragua              |
| Oeste       | Municipio de Jacaleapa, El Paraíso  |
| Oeste       | Municipio de Teupasenti, El Paraíso |
| Oeste       | Municipio de San Matías, El Paraíso |

## Naturaleza y clima

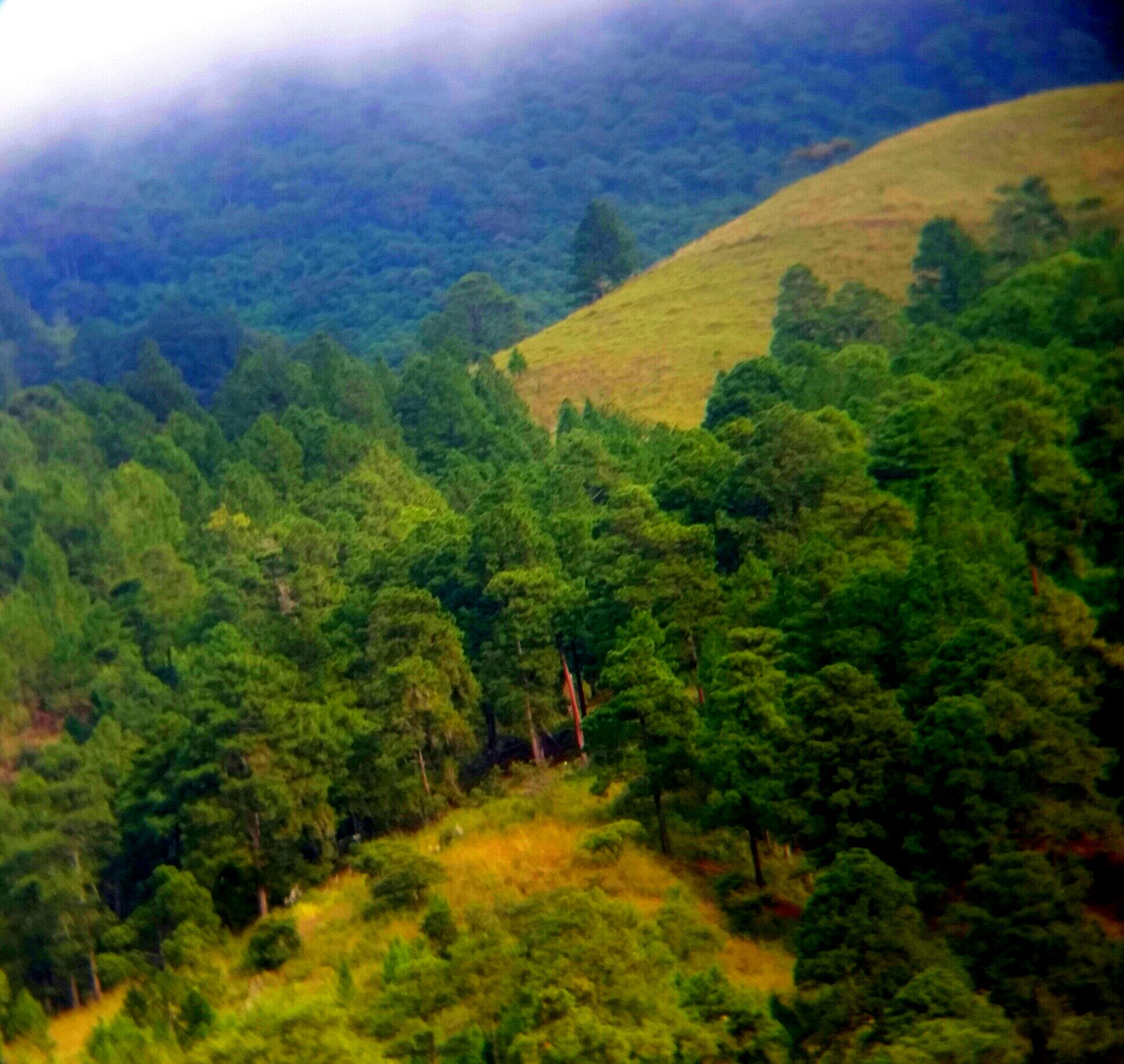
bosque de pino en el macizo montañoso de Apagüiz, Danlí.

El clima en el municipio de Danlí es templado casi todo el año, la ciudad esta rodeada por montañas con mucha vegetación, por lo que casi siempre pasa nublado.
| Parámetros climáticos promedio de Danlí, Honduras | Parámetros climáticos promedio de Danlí, Honduras | Parámetros climáticos promedio de Danlí, Honduras | Parámetros climáticos promedio de Danlí, Honduras | Parámetros climáticos promedio de Danlí, Honduras | Parámetros climáticos promedio de Danlí, Honduras | Parámetros climáticos promedio de Danlí, Honduras | Parámetros climáticos promedio de Danlí, Honduras | Parámetros climáticos promedio de Danlí, Honduras | Parámetros climáticos promedio de Danlí, Honduras | Parámetros climáticos promedio de Danlí, Honduras | Parámetros climáticos promedio de Danlí, Honduras | Parámetros climáticos promedio de Danlí, Honduras | Parámetros climáticos promedio de Danlí, Honduras |
|                                                   | Ene                                               | Feb                                               | Mar                                               | Abr                                               | May                                               | Jun                                               | Jul                                               | Ago                                               | Sep                                               | Oct                                               | Nov                                               | Dic                                               | Año                                               |
| ------------------------------------------------- | ------------------------------------------------- | ------------------------------------------------- | ------------------------------------------------- | ------------------------------------------------- | ------------------------------------------------- | ------------------------------------------------- | ------------------------------------------------- | ------------------------------------------------- | ------------------------------------------------- | ------------------------------------------------- | ------------------------------------------------- | ------------------------------------------------- | ------------------------------------------------- |
| Temp. máx. media (°C)                             | 25                                                | 27                                                | 29                                                | 32                                                | 30                                                | 28                                                | 28                                                | 29                                                | 30                                                | 28                                                | 27                                                | 24                                                | 28                                                |
| Temp. mín. media (°C)                             | 14                                                | 15                                                | 16                                                | 18                                                | 19                                                | 18                                                | 18                                                | 18                                                | 19                                                | 18                                                | 17                                                | 16                                                | 18                                                |
| Fuente:                                           |                                                   |                                                   |                                                   |                                                   |                                                   |                                                   |                                                   |                                                   |                                                   |                                                   |                                                   |                                                   |                                                   |

La región también tiene bosques de pinos. En general, los pinares se encuentran en las laderas orientadas al norte, mientras que los bosques de hoja ancha están en las laderas orientadas al sur. Otra fauna alrededor de Danlí incluye ciervos y varias especies de aves, como la orópéndula, el loro y la mynah. Los habitantes de las zonas rurales cercanas a Danlí han informado de avistamientos de jaguares y quetzales entre otros.
bosque de pinos cerca de Danlí. Un hito es la montaña de Apagüiz, que tiene un prominente afloramiento de piedra cerca de la cima y es visible desde la parte sur de la ciudad.

## Historia
Danlí fue fundada por el Padre Franciscano Fernando Espino en 1667 con el nombre de San Buenaventura. Sitio donde construyó una iglesia para catequizar a los indígenas de la región. Poco tiempo después, bautizo la comunidad con el nombre de Danlí.
Según otras fuentes, Danlí fue fundada entre los años 1676 y 1678, los hermanos Pedro y Alonso Ortiz de Fúnez, quedaron de herederos por muerte de su padre, de una estancia poblada en tierras "sueltas" (sin dueño), llamada Danlí, corriendo dicha tierra por la parte del poniente por la hacienda San Antonio del Vallecillo, perteneciente al sargento Antonio Ricardo Rodríguez. Los hermanos Ortiz de Fúnez tuvieron el deseo de legalizar las tierras con la Corona Española, pertenecientes a la jurisdicción de la Real Villa de Minas de San Miguel de Tegucigalpa, a seis tostones por caballería. En julio de 1678 el sargento Rodríguez expresa que en dichas tierras no hay ninguna población ni sembrado, que son montuosas e intransitables y de poco aprovechamiento. La venta de este sitio, cinco caballerías se legalizó en la ciudad de Santiago de Guatemala el 22 de febrero de 1679, pagando Pedro y Alonso Ortiz de Fúnez la cantidad de un 60 tostones, o sea 12 tostones por caballería.
En manuscritos de 1690 y 1691 don Bartolomé de Escoto y otros españoles dan cuenta de que en la nueva población Danlí, han alistado torres de vigilancia, y que dicho Danlí, se compone de una iglesia y cuatro casas de paja y estanzuelas de ganado.
En el año 1791, Danlí aparece como cabecera del Curato. 
En 1794, el territorio de Danlí fue delimitado.
En 1825, durante la división territorial realizada ese año Danlí aparece como parroquia del Partido de Olancho.
Recibió el título de ciudad —junto a otras ciudades hondureñas importantes como Santa Rosa de Copán y Ocotepeque— el 12 de abril de 1843, cuando este municipio pertenecía al departamento de Olancho. Los viejos edificios son parte de su historia tras 164 años de haber recibido del Supremo Gobierno el honroso título de ciudad. Para1869, al crearse el departamento de El Paraíso Danlí pasó a formar parte de este.Según un Censo hecho en el año 1887 la población de Danlí era de 6,743
Danlí fue uno de los sitios visitados por el famoso explorador francés Alphonse Pinart en su gira por Honduras realizada entre 1896 y 1897. En el reporte que brindó en la reunión de la Sociedad de Geografía de París, Francia, Pinart comenta sobre un descubrimiento reciente a su visita de fósiles de aves gigantes cerca de Danlí, pero se desconoce los detalles del mismo. Es uno de los reportes paleontológicos más importantes de Centroamérica considerando que el famoso paleontólogo francés  Alphonse Milne-Edwards era considerado una de las autoridades mundiales en fósiles de aves y era miembro distinguido de la Sociedad de Geografía de París para la época del reporte.
En el año 1950 la población de Danlí era de 16,449
En 1983, durante la gestión edilicia de Santiago Montoya Vega, fue celebrado el 150 aniversario de haber recibido el título de ciudad, en el año 2002 la Casa de la Cultura, celebró el 159 aniversario con un acto solemne durante el cual se hizo reconocimientos especiales a ciudadanos distinguidos.
La ciudad se encuentra a 92 kilómetros de la capital Tegucigalpa, M.D.C. responsable de la mayor parte de la producción nacional de maíz. Por estar rodeada de cerros cargados de verde pinar, se le ha denominado la Ciudad de las Colinas

## Demografía
- En 2001 la ciudad contaba con 41,392 habitantes. Para el año 2015 contaba con más de 200 mil habitantes, de los cuales 76 435 viven en el área urbana y 120 000 en la rural.[12] y para el año 2018 contaba con más de 304 000 habitantes.
- Su bandera consiste en tres franjas horizontales, de color verde (agricultura) sobre blanco (pureza) y sobre marrón (hospitalidad).

## Miscelánea
Danlí ha logrado una gran aceptación internacional gracias a la celebración del Festival Internacional del Maíz, en el mes de agosto. El evento incluye ventas de artesanías, desfiles de carrozas, concursos de arte, rodeos, competencias deportivas y carnavales, que convierten al lugar en una gigantesca fiesta típica.
El ave oficial es el zanate (Cassidix mexicanus), que es un pájaro negro con cabeza cónica. Daña mucho las milpas (plantaciones de maíz) recién sembradas, las desentierra y se las come. Según Membreño, el macho se llama «clarín» o «clarinero». El nombre proviene del náhuatl tzanatl (según Membreño) o tsanat (según Rivas). También se llama tordo y cuchillo.
- La flor oficial es el Napoleón.
- El mamífero oficial es el mono aullador (una criatura en peligro de extinción) que se encuentra en el Macizo montañoso de Apaguiz y que es una área protegida a un costado de la ciudad de Danlí.
- El árbol oficial es el jiñocuabo, cuyo nombre científico en latín es (Bursera simaruba). En la república de Nicaragua se denomina jiñocuabo. En la localidad de Linaca (Danlí) se llama «indio desnudo» (en inglés Naked Indian tree). En Honduras se lo considera un «árbol prendón» (o sea, que fácilmente «prende» si simplemente se clava una estaca en el suelo), como el madriago y el piñón, que se utilizan para postes en los cercos, podando las ramas de cada año para leña. Según House y otros, se llama jiñocuabo o copón. Según Membreño el nombre proviene del náhuatl jiocuáuitl): «Es notable por su tronco enteramente liso y de color de almagre. La decocción de la corteza presta mucha ayuda contra las hidropesías, y la raspadura del tronco descortezado sirve para restañar la sangre de las heridas». También se prepara un agradable ponche con la corteza puesta a hervir y con un huevo de gallina agregado.
- La Secretaría de Recursos Naturales y Ambiente de Honduras liberó al comercio el frijol Danlí, que es una variedad de frijol (Danlí 46). Tiene vainas pequeñas, pero cada una produce seis o siete granos.
- Una comida común de Danlí son los tamalitos de elote, montucas, atol de elote y el alboroto o sopapo, que son granos de sorgo que se tuestan hasta que revientan.

## Economía
Se deriva principalmente de la agricultura por poseer grandes y fértiles valles donde se cultivan granos básicos y hortalizas. También la ganadería, el comercio, manufactura, y en menor escala el turismo es fuente de ingreso de los Danlidenses.

## Infraestructura
La ciudad de Danlí cuenta con todos los servicios básicos de agua potable, energía eléctrica, televisión por cable, internet, etc. Cuenta con 228 escuelas, 92 jardines de niños, 23 centros de estudio básico, 15 centros de educación secundaria, una Escuela Normal, 2 Universidades Públicas y varias privadas.
También posee farmacias, ferreterías, hoteles, bancos, cooperativas, centros comerciales, restaurantes y comedores típicos, un hospital Regional, varios centros de salud y clínicas médicas privadas, un centro de Rehabilitación y laboratorios clínicos e iglesias de distintas denominaciones religiosas.
Cuenta con carretera pavimentada en buen estado que la comunica con el resto de ciudades del país y a través de la Carretera Panamericana hacia el Sur de la ciudad se comunica fácilmente con la República de Nicaragua, cuya frontera está ubicada a 35 kilómetros, también Danlí cuenta con una pista de aterrizaje.

## Valle de Jamastrán
El famoso Valle de Jamastrán se ubica adentro del municipio de Danlí y a 16 kilómetros de la ciudad de Danlí.
es un valle muy fértil con gran valor económico por ser un gran productor de granos y tabaco de igual manera es un gran productor de ganado, dentro de este valle existen varios ríos que lo atraviesan como el río Guayambre, río Los Almendros, río del Hato, río San Francisco, entre otros. En el valle de Jamastrán se puede encontrar aldeas y caseríos muy poblados, como lo es Jutiapa, El Obraje, San Diego, Villa Santa, El Empalme, Quebrada Larga entre otros.

## Acueducto de Los Arcos

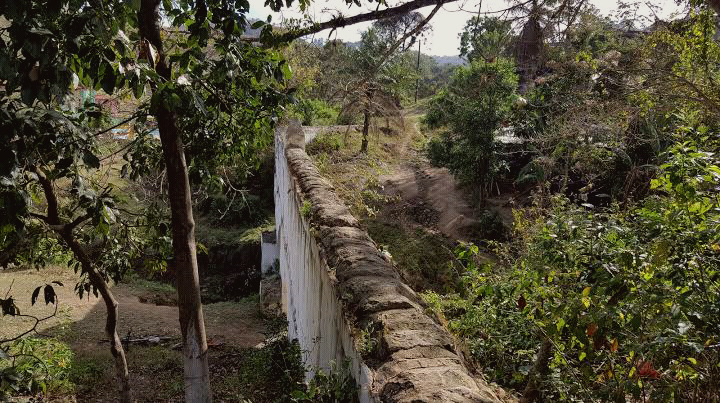
Acueductos del siglo XVIII en las afueras de la ciudad.

El famoso acueducto Los Arcos es sin lugar a dudas una de las construcciones coloniales más importantes de la bella ciudad de Las Colinas, Danlí, departamento de El Paraíso.
Fue construido en 1770 y desde entonces se ha convertido en símbolo de la identidad Danlidense ya que es único de su tipo en Honduras y fue el primero en ser construido en Centroamérica.
El segundo de su tipo fue el Canal de Pinula, construido en 1786 en Guatemala, el cual posee 7 arcos.

### Construcción del Acueducto Los Arcos
Esta genuina y bella joya arquitectónica Danlidense fue construida por iniciativa del Párroco Miguel Ignacio de Córdova y Ártica, con ayuda de las fuerzas vivas de la comunidad.
Según se puede confirmar en los archivos históricos municipales, el acueducto Los Arcos comenzó a construirse en 1770 y finalizó en 1775, año en que se inauguró y se puso en funcionamiento. 
Fue así como en la época colonial, la pequeña comunidad de Danlí ya contaba con un sistema que llevaba alrededor de 350 metros cúbicos de agua diariamente al poblado. El acueducto llevaba por gravedad a través de sus canales artesanales, el agua potable que venía directamente de la Montaña Santa Emilia, hasta las fuentes públicas que estaban ubicadas frente a la iglesia La Inmaculada Concepción de Danlí, donde los pobladores se abastecían del vital líquido.
El acueducto Los Arcos de Danlí tiene un estilo arquitectónico Romano y fue construido con materiales tan simples como piedras, que fueron unidas con una mezcla de cal, arena, yeso y cemento. Básicamente, es una especie de muro o pared cuya fachada presenta 3 grandes arcos de mampostería.
Con este tipo de construcciones, el agua se desplaza por canales de piedra, ladrillos o mortero siguiendo las pendientes naturales del terreno. A su llegada a América, los españoles construyeron varios acueductos como Los Arcos en Danlí, que es uno de los más pequeños. Otros más grandes son el acueducto de Querétaro con 64 arcos construido en 1739 y el de Guatemala con 7 arcos construido en 1786.

### El Acueducto Los Arcos en la actualidad
Después que el acueducto Los Arcos llevara agua desde la montaña hasta el centro de la ciudad de Danlí por más de 100 años, actualmente para mejorar el servicio y llevar agua hasta cada una de las casas del sector, se cambiaron algunos canales, quedando así en uso solamente una sección de tubería de la vieja edificación.
La Comisión Permanente de Contingencias (Copeco) inauguró en agosto del 2013 una importante obra de mitigación en la ciudad de Danlí, específicamente en la zona del viejo acueducto.
Estas obras de mitigación construidas son un puente en la intersección de la Quebrada Los Arcos y una caja puente sobre la Quebrada La Virgen. Esto para proteger la comunidad que en época de invierno era afectada por las crecidas de la quebrada La Virgen que pasa por debajo del acueducto y la quebrada Los Arcos.
Si viaja a la ciudad de Danlí y visita el Museo Municipal, allí podrá apreciar parte de las tuberías usadas en el viejo acueducto Los Arcos.

## Comidas Típicas de Danlí
La comidas típicas del municipio, en todo el departamento de El Paraíso se deriva principalmente del maíz. Exquisitos granos dorados producidos en las milpas de sus fértiles tierras y que dan vida a exquisitos platos típicos de esta zona.
Es por esta razón que la última semana del mes de agosto en Danlí, se celebra el famoso Festival del Maíz “Festima” festividad a la que asisten miles de personas cada año a degustar la deliciosa comida típica de El paraíso, donde el ingrediente favorito es el maíz. Solo en el municipio de Danlí, la producción de maíz por año es de 2.1 millones de quintales.
El festival del maíz comenzó a realizarse como una fiesta local sin mucha trascendencia en 1977, pero poco a poco fue ganando popularidad hasta convertirse en uno de los eventos más representativos del departamento y de toda Honduras.
Durante el festival del maíz se utilizan más de 7,000 elotes para la preparación de los ricos y tradicionales platos de comidas y bebidas típicas derivadas de este bendecido grano.
Existen muchos platos derivados del maíz que forman parte de la comida típica de El Paraíso, pero también otros ricos platos típicos similares al resto de los departamentos de la zona oriental del país.
Platos derivados del Maíz
- Tamalitos de elote
- Montucas
- Tustacas
- Empanadas
- Pozol
- Güirilas
- Atol de elote
- Tortillas
- Rosquillas
- Fritas
- Nacatamales
- Elotes cocidos y asadosUbicación del Municipio de Danlí en el departamento de El Paraíso

Platos típicos

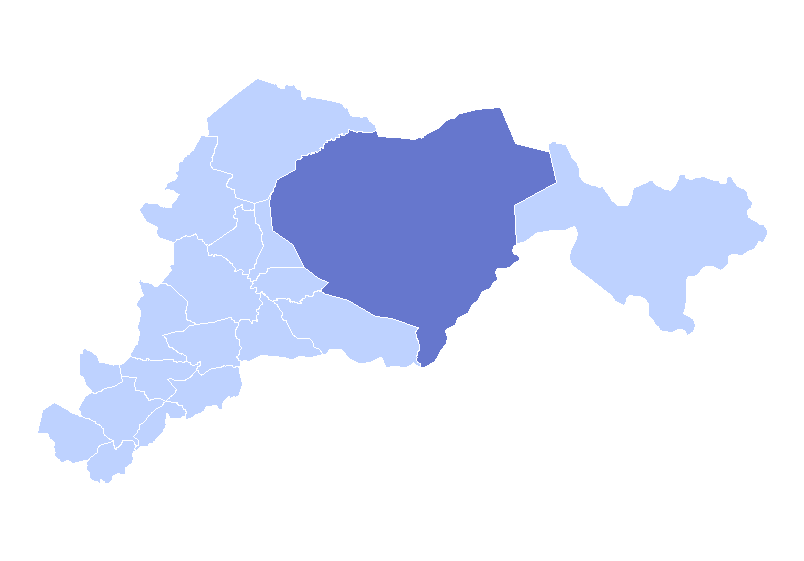
Ubicación del Municipio de Danlí en el departamento de El Paraíso

- Sopa de capirotadas de maíz amarillo con queso
- Cazuela de Cerdo
- Sopa de albóndiga
- Sopa de mondongo
- Sopa de frijoles con carne de res
- Sopa de frijoles con carne de cerdo
- Sopa de frijoles con huevo
- Sopa de frijoles con pelleja de cerdo
- Sopa de olla
- Sopa de pollo
- Sopa de gallina en arroz de maíz
- Sopa de frijoles blancos con cerdo
- Frijoles fritos con arroz (casamiento)
- Salpicón
- Carne asada de res
- Carne asada de cerdo
- Carne prensada
- Mazapán

## División Política
Aldeas: 37 (2013)
Caseríos: 775 (2013)
| Código | Aldea                       |
| ------ | --------------------------- |
| 070301 | Danlí                       |
| 070302 | Agua Fría                   |
| 070303 | Apalí                       |
| 070304 | Araulí                      |
| 070305 | Bañaderos                   |
| 070306 | Buena Esperanza de Azabache |
| 070307 | Chirinos                    |
| 070308 | El Arenal                   |
| 070309 | El Barro                    |
| 070310 | El Chichicaste              |
| 070311 | El Maguelar                 |
| 070312 | El Matasano                 |
| 070313 | El Obraje                   |
| 070314 | El Olingo o El Porvenir     |
| 070315 | El Pataste                  |
| 070316 | El Pescadero                |
| 070317 | El Porvenir                 |
| 070318 | El Pozo Bendito             |
| 070319 | El Tablón                   |
| 070320 | El Zamorano                 |
| 070321 | El Zapotillo                |
| 070322 | El Zarzal                   |
| 070323 | Gualiqueme                  |
| 070324 | Jutiapa                     |
| 070325 | La Lima                     |
| 070326 | La Lodosa                   |
| 070327 | La Trinidad o Sartenejas    |
| 070328 | Las Animas                  |
| 070329 | Linaca                      |
| 070330 | Palmillas                   |
| 070331 | Quebrada Arriba u Oculí     |
| 070332 | Quebrada Larga              |
| 070333 | San Diego                   |
| 070334 | San Julián                  |
| 070335 | San Marcos Abajo            |
| 070336 | Santa María                 |
| 070337 | Villa Santa                 |

## Deportes
El fútbol es el deporte mas popular en la Ciudad, ha tenido varios equipos en primera división como el Super Estrella o el Real De Minas.
Actualmente la ciudad es representada en la Segunda División de Honduras por el club Estrella Roja.